# Nausigaster texana
Nausigaster texana är en tvåvingeart som beskrevs av Charles Howard Curran 1941. Nausigaster texana ingår i släktet Nausigaster och familjen blomflugor.
Artens utbredningsområde är Texas. Inga underarter finns listade i Catalogue of Life.